# Blue Mound (Teksas)
Blue Mound – miasto w Stanach Zjednoczonych, w stanie Teksas, w hrabstwie Tarrant.